# پارک ریگز
پارک ریگز (به انگلیسی: Riggs Park) یک منطقهٔ مسکونی در ایالات متحده آمریکا است که در واشینگتن، دی.سی. واقع شده‌است.